# پارکر پوزی
پارکر پوزی (به انگلیسی: Parker Posey) (زاده ۸ نوامبر ۱۹۶۸) بازیگر و موسیقیدان آمریکایی است. او در دهه ۱۹۹۰ به خاطر بازی در فیلم‌های مستقل شهرت یافت و ملقب به ملکه فیلم‌های مستقل شد. وی سابقه بازی در تئاتر بداهه را نیز دارد.

## فیلم‌شناسی

### فیلم
- مات و مبهوت (۱۹۹۳)
- سر مخروطی‌ها (۱۹۹۳)
- آماتور (۱۹۹۴)
- آجیل مخلوط (۱۹۹۴)
- لاسیدن (۱۹۹۵)
- دختر مهمانی (۱۹۹۵)
- باسکیت (۱۹۹۶)
- حومه شهر (۱۹۹۶)
- خانه بله (۱۹۹۷)
- مسافران روز (۱۹۹۷)
- ایمیل داری (۱۹۹۸)
- جیغ ۳ (۲۰۰۰)
- جوسی و پوسی‌کت (۲۰۰۱)
- مهمانی سالگرد ازدواج (۲۰۰۱)
- شیرین‌ترین چیز (۲۰۰۲)
- تیغه: سه‌گانگی (۲۰۰۴)
- قوانین جذابیت (۲۰۰۴)
- فرانکنشتاین (۲۰۰۴)
- بازگشت سوپرمن (۲۰۰۶)
- چشم (۲۰۰۸)
- اشک‌های شادی (۲۰۰۹)
- گریس موناکو (۲۰۱۴)
- مرد بی‌منطق (۲۰۱۵)
- تلما (۲۰۲۴)

### تلویزیون
- فیوچراما (۲۰۰۰)
- سیمپسون‌ها (۲۰۰۰)
- بوستون لیگال (۲۰۰۶)
- در حد مرگ کسل‌شده (۲۰۰۹)
- پارک‌ها و تفریحات (۲۰۱۱)
- همسر خوب (۲۰۱۱–۲۰۱۲)
- لوئی (۲۰۱۲)
- دختر جدید (۲۰۱۲)